# MacBride Museum of Yukon History

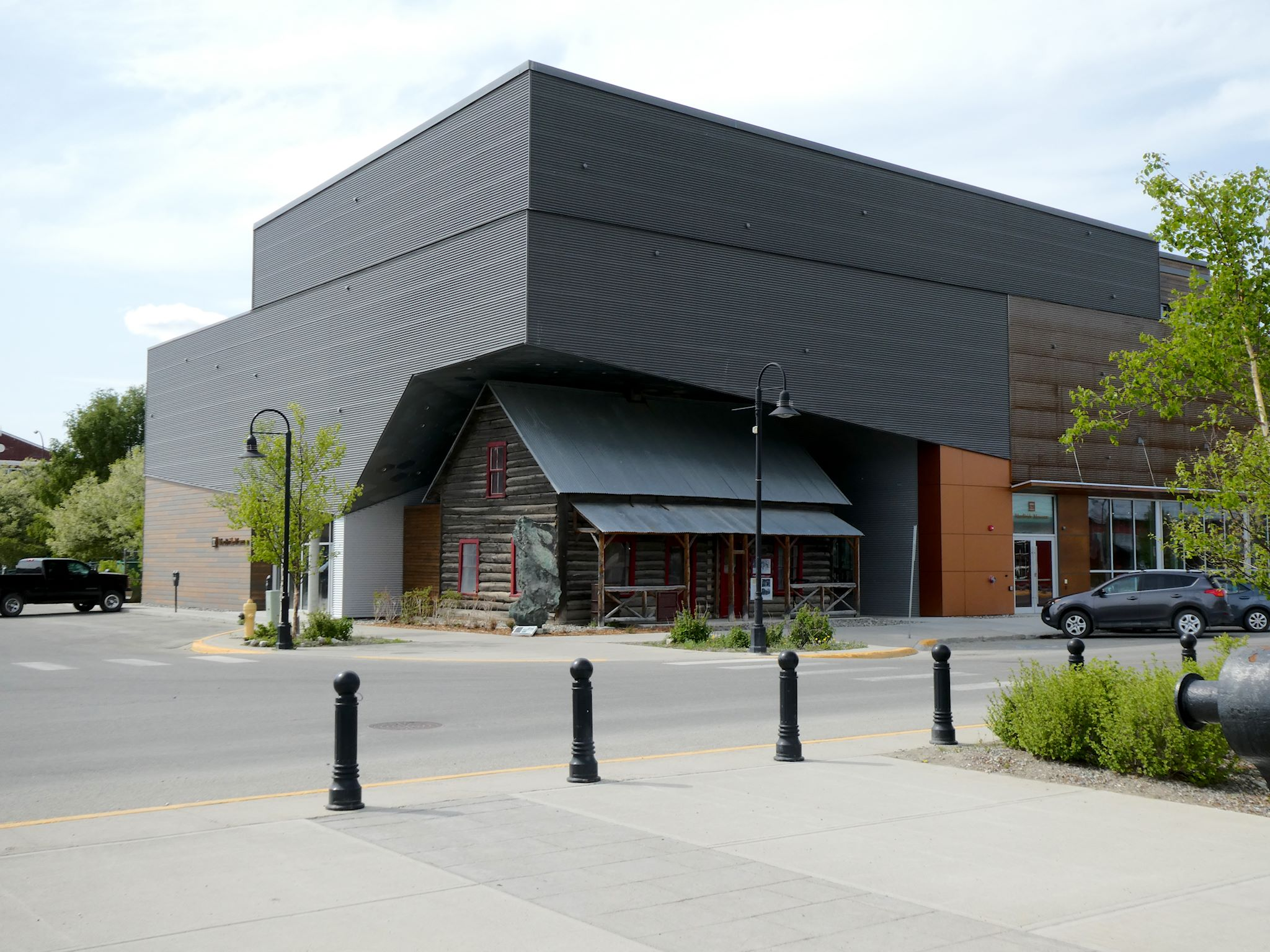
Das Museum umschließt das ursprüngliche Telegrafenhaus

Das MacBride Museum of Yukon History ist ein in Whitehorse im kanadischen Yukon ansässiges Museum, das zugleich das älteste und am häufigsten besuchte Museum im Yukon ist. Sein Schwerpunkt liegt auf der Geschichte des Territoriums mit den Sammelgebieten Transportwesen, First Nations, Naturgeschichte und Klondike-Goldrausch. Insgesamt verfügt das Haus über mehr als 40.000 Exponate, überwiegend Fotografien. Letztere liegen im Archiv, das auch Manuskripte, Filmaufnahmen sowie umfangreiche textliche Überlieferungen zur Stadtgeschichte birgt.

## Entstehung
1950 entstand die Yukon Historical Society als erster Verband dieser Art im Yukon. Die Gesellschaft erwarb das Telegrafenhaus, das Government Telegraph Office, aus dem Jahr 1900. Dorthin wurden die ersten Exponate verbracht, bis Mitte der achtziger Jahre ein erster Kurator eingestellt werden konnte. 1987 konnte das Museum in Gegenwart von Prinzessin Alexandra eröffnet werden.
Mitbegründer war William David (Bill) MacBride (29. Januar 1888 – 1973), ein Angestellter der Eisenbahngesellschaft White Pass and Yukon Railway. Er konnte ausgediente Exponate aus dem Transportsektor beitragen. Er stammte aus Montana, arbeitete 1912 erstmals in Alaska, zwei Jahre später kam er nach Whitehorse, wo er 1919 die Lehrerin Eva Tesley heiratete. Er erwarb zahlreiche Bücher, Fotografien und sonstige Objekte, dazu verfasste er Essays, Briefe und Artikel, die später in die Museumssammlung eingingen. Am 20. Dezember 1950 gründeten 13 Yukoner unter Führung des Immigration Officers Fred Arnot und von Bill MacBride die Yukon Historical Society. Arnot wurde bald versetzt, die Leitung ging an Bill über.
Er und seine Familie zogen 1961 nach North Vancouver, wo seine kranke Frau 1966 starb. Bill kehrte daraufhin in den Yukon zurück, wo er seine Bemühungen bis zu seinem Tod im Jahr 1973 verstärkte. 1967 wurde das jetzige Gebäude fertiggestellt und das Museum nach MacBride benannt.

## Aktuelle Situation
Die Leitung des Hauses führt ein achtköpfiges Direktorium, dem als Chairman Hank Moorlag vorsaß, inzwischen ist dies Erik (Rick) Nielsen. Die Stellung eines Executive Director, führt Patricia Cunning seit mehr als einem Jahrzehnt. Am 16. Mai 2008 erhielten die neun Museen des Yukon vom Ministerium für Tourismus und Kultur eine Zusage über 300.000 Dollar aus dem Special Projects Capital Assistance Program. Dieses Programm unterstützt Marketing, Inventarisierung und Katalogisierung, Sammlungsmanagement und Ausstellungen. Die Zuwendung ist Teil einer Gesamtunterstützung für Projekte von Museen, sogenannter Interpretive centres sowie der Kulturzentren der First Nations. 2016 erfolgte die Ankündigung, dass ein neues Gebäude für das Museum entstehen sollte. Seit 2018 verfügt das Haus damit über erheblich größere Flächen. 

## Sammlungen
Sammlungsschwerpunkte sind die North-West oder Royal Canadian Mounted Police, der Klondike-Goldrausch und die jüngere Geschichte des Territoriums. Rund 20.000 Fotos beherbergt das Museum.
Im Erdgeschoss findet sich die Wild World Gallery, die einen naturwissenschaftlichen Schwerpunkt bietet. Hier finden sich Mineralien, Rekonstruktionen ausgestorbener Tiere, ausgestopfte Tiere, Fossilien. Hinzu kommen ein eher biographisch ausgerichteter Bereich, dazu ein Kinderbereich, ein Museumsladen und ein Vorführraum. Hier finden sich Glas- und Metallarbeiten, Möbel, Musikinstrumente, Textilien, Uhren, Kleider, Abzeichen und Waffen, aber auch liturgische Objekte.
In der Lower Gallery finden sich die Fotosammlung und eine Abteilung zur Archäologie und Frühgeschichte. Dort finden sich auch Artefakte der lokalen First Nations. Dazu gehören etwa Masken und archäologische Objekte.
Außerhalb des Hauses befindet sich der Transportation Courtyard mit Exponaten zur Geschichte des Transportwesens, wie etwa der Lokomotive Engine 51. Hinzu kommt die Sam McGee Cabin, eine Hütte aus der Zeit um 1900, die jedoch nicht sicher Sam McGee zugeschrieben werden kann. McGee (1868–1940) ist weniger als Goldsucher bekannt, denn als Protagonist in dem Gedicht The Cremation of Sam McGee von Robert W. Service.

## Publikationen
Das Museum gibt eine Buchserie heraus, die sich an Kinder richtet. Zu den von Keith Halliday initiierten und verfassten Werken gehören Aurore of the Yukon: A Girl’s Adventure in the Klondike Gold Rush (2006), Yukon Secret Agents (2007), Yukon River Ghost: A Girl’s Ghost Town Adventure (2008) sowie Game on Yukon! (2009). Hinzu kommen die Jahresberichte und das sonstige Museumsmaterial.